# Indri indri
El indri (Indri indri) es una especie de primate estrepsirrino de la familia Indriidae. Es el mayor lémur que se puede encontrar hoy en día en Madagascar, la isla de donde son endémicos estos prosimios. Además de los humanos, es el único mamífero que se ha encontrado que tiene sentido del ritmo.

## Etimología
El nombre indri procede del malgache y significa en realidad "¡Mira ahí!", frase que el guía nativo dijo a Pierre Sonnerat, el explorador francés que lo acompañaba, cuando se descubrió esta especie. Tomando erróneamente la palabra como el nombre del animal, hoy en día se conoce así a este primate en todo el mundo salvo en Madagascar, donde la gente le sigue llamando babakoto, que significa "abuelo". Los malgaches creen que este primate de largas piernas, voz característica y cola corta dio lugar a los primeros humanos en tiempos remotos.

## Descripción
Es el lémur actual de mayor tamaño. Las dimensiones de los adultos son similares a las de un gato doméstico, entre 57 y 70 centímetros de largo y un peso de 7 a 10 kilos. La cola solo es un vestigio y no pasa de los 15 centímetros. Tienen miembros y dedos largos (parcialmente palmeados, para garantizar un mayor agarre), con los que se mueven con facilidad sobre los árboles, y un manto de pelo blanco y negro. La cara es semejante a la de un perro.
Su fórmula dental es la siguiente: 2/1-2, 1/0-1, 2/2, 3/3 = 30.

## Comportamiento

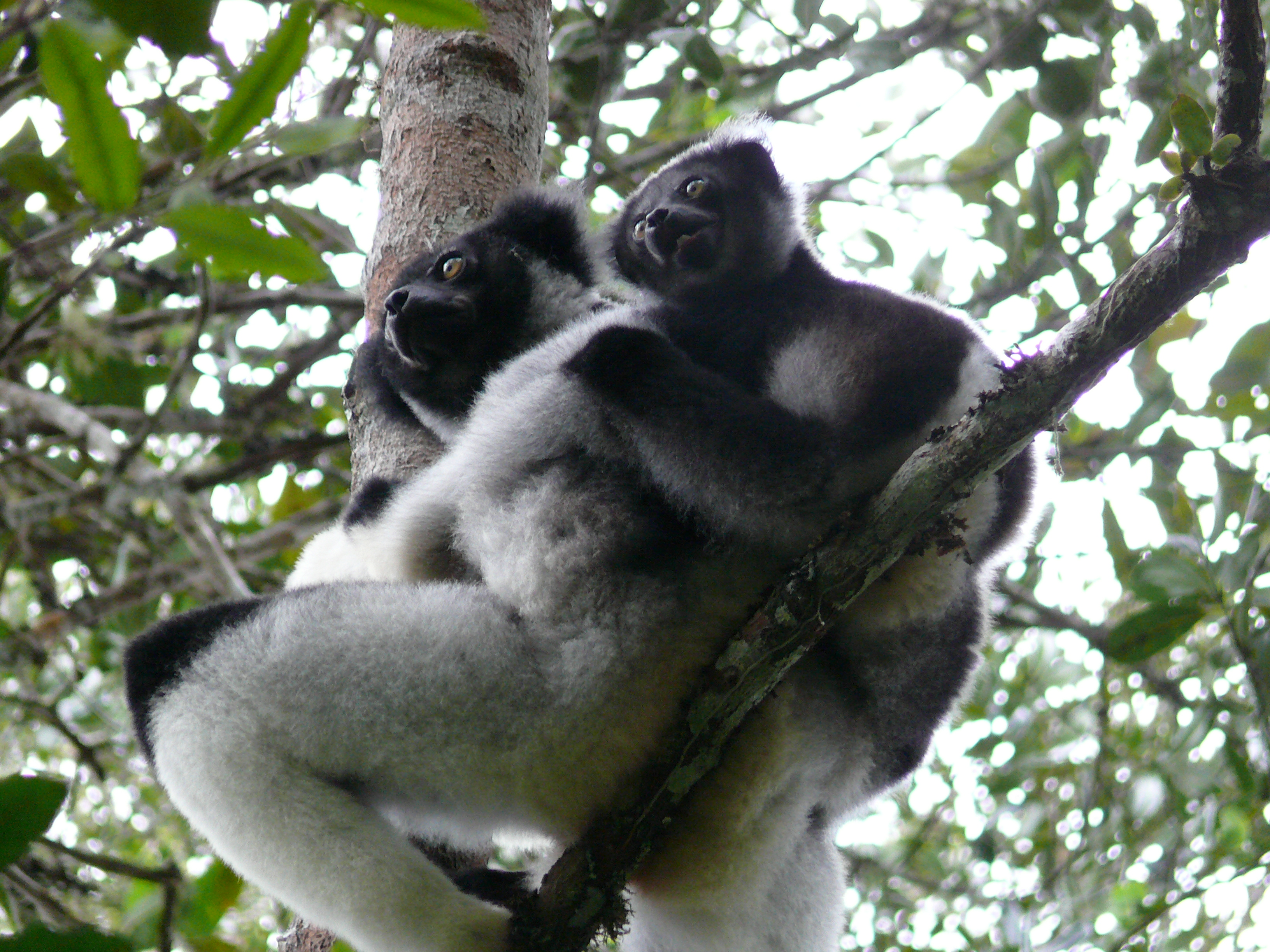
Hembra con su cría.

Es un primate de hábitos estrictamente diurnos que vive en los bosques lluviosos de la zona este de la isla, donde se desplaza de rama en rama a la búsqueda de hojas, brotes y frutos de los que se alimenta. Los indris forman parejas permanentes, las cuales viven con sus crías en un área de unos 18 hectáreas. Este territorio lo comparten en parte con otras parejas de indris vecinas, pero mantienen la mayor parte como territorio exclusivo.

### Reproducción
Es monógamo y frecuentemente se empareja de por vida. Alcanza la madurez sexual entre los 7 y 9 años de edad. La hembra pare, tras un periodo de gestación que oscila entre los 120 y 150 días, una única cría que es cargada ventralmente durante 4 meses y después dorsalmente hasta que cumple 1 año. La cría es capaz de mostrar signos de independencia a los 8 meses, aunque no llega a ser totalmente independiente de su madre hasta los 2 años de edad.

## Subespecies
Se reconocen las siguientes subespecies:
- Indri indri indri
- Indri indri variegatus

## Estado de conservación
Los bosques en que vive el indri desaparecen rápido, víctimas de la deforestación y los incendios causados por los agricultores, por lo que la distribución del indri disminuye día tras día. Al igual que muchas otras especies de lémures, se encuentra en peligro crítico de extinción. Se incluye en la lista de Los 25 primates en mayor peligro del mundo.